# Bandungrojo
Bandungrojo is een bestuurslaag in het regentschap Blora van de provincie Midden-Java, Indonesië. Bandungrojo telt 1692 inwoners (volkstelling 2010).